# 1953 год
1953 (ты́сяча девятьсо́т пятьдеся́т тре́тий) год  по григорианскому календарю — невисокосный год, начинающийся в четверг. Это 1953 год нашей эры, 3‑й год 6‑го десятилетия XX века 2‑го тысячелетия, 4‑й год 1950‑х годов. Он закончился 72 года назад.
| Пн | Вт | Ср | Чт | Пт | Сб | Вс |
|    |    |    | 1  | 2  | 3  | 4  |
| 5  | 6  | 7  | 8  | 9  | 10 | 11 |
| 12 | 13 | 14 | 15 | 16 | 17 | 18 |
| 19 | 20 | 21 | 22 | 23 | 24 | 25 |
| 26 | 27 | 28 | 29 | 30 | 31 |    |

| Пн | Вт | Ср | Чт | Пт | Сб | Вс |
|    |    |    |    |    |    | 1  |
| 2  | 3  | 4  | 5  | 6  | 7  | 8  |
| 9  | 10 | 11 | 12 | 13 | 14 | 15 |
| 16 | 17 | 18 | 19 | 20 | 21 | 22 |
| 23 | 24 | 25 | 26 | 27 | 28 |    |

| Пн | Вт | Ср | Чт | Пт | Сб | Вс |
|    |    |    |    |    |    | 1  |
| 2  | 3  | 4  | 5  | 6  | 7  | 8  |
| 9  | 10 | 11 | 12 | 13 | 14 | 15 |
| 16 | 17 | 18 | 19 | 20 | 21 | 22 |
| 23 | 24 | 25 | 26 | 27 | 28 | 29 |
| 30 | 31 |    |    |    |    |    |

| Пн | Вт | Ср | Чт | Пт | Сб | Вс |
|    |    | 1  | 2  | 3  | 4  | 5  |
| 6  | 7  | 8  | 9  | 10 | 11 | 12 |
| 13 | 14 | 15 | 16 | 17 | 18 | 19 |
| 20 | 21 | 22 | 23 | 24 | 25 | 26 |
| 27 | 28 | 29 | 30 |    |    |    |

| Пн | Вт | Ср | Чт | Пт | Сб | Вс |
|    |    |    |    | 1  | 2  | 3  |
| 4  | 5  | 6  | 7  | 8  | 9  | 10 |
| 11 | 12 | 13 | 14 | 15 | 16 | 17 |
| 18 | 19 | 20 | 21 | 22 | 23 | 24 |
| 25 | 26 | 27 | 28 | 29 | 30 | 31 |

| Пн | Вт | Ср | Чт | Пт | Сб | Вс |
| 1  | 2  | 3  | 4  | 5  | 6  | 7  |
| 8  | 9  | 10 | 11 | 12 | 13 | 14 |
| 15 | 16 | 17 | 18 | 19 | 20 | 21 |
| 22 | 23 | 24 | 25 | 26 | 27 | 28 |
| 29 | 30 |    |    |    |    |    |

| Пн | Вт | Ср | Чт | Пт | Сб | Вс |
|    |    | 1  | 2  | 3  | 4  | 5  |
| 6  | 7  | 8  | 9  | 10 | 11 | 12 |
| 13 | 14 | 15 | 16 | 17 | 18 | 19 |
| 20 | 21 | 22 | 23 | 24 | 25 | 26 |
| 27 | 28 | 29 | 30 | 31 |    |    |

| Пн | Вт | Ср | Чт | Пт | Сб | Вс |
|    |    |    |    |    | 1  | 2  |
| 3  | 4  | 5  | 6  | 7  | 8  | 9  |
| 10 | 11 | 12 | 13 | 14 | 15 | 16 |
| 17 | 18 | 19 | 20 | 21 | 22 | 23 |
| 24 | 25 | 26 | 27 | 28 | 29 | 30 |
| 31 |    |    |    |    |    |    |

| Пн | Вт | Ср | Чт | Пт | Сб | Вс |
|    | 1  | 2  | 3  | 4  | 5  | 6  |
| 7  | 8  | 9  | 10 | 11 | 12 | 13 |
| 14 | 15 | 16 | 17 | 18 | 19 | 20 |
| 21 | 22 | 23 | 24 | 25 | 26 | 27 |
| 28 | 29 | 30 |    |    |    |    |

| Пн | Вт | Ср | Чт | Пт | Сб | Вс |
|    |    |    | 1  | 2  | 3  | 4  |
| 5  | 6  | 7  | 8  | 9  | 10 | 11 |
| 12 | 13 | 14 | 15 | 16 | 17 | 18 |
| 19 | 20 | 21 | 22 | 23 | 24 | 25 |
| 26 | 27 | 28 | 29 | 30 | 31 |    |

| Пн | Вт | Ср | Чт | Пт | Сб | Вс |
|    |    |    |    |    |    | 1  |
| 2  | 3  | 4  | 5  | 6  | 7  | 8  |
| 9  | 10 | 11 | 12 | 13 | 14 | 15 |
| 16 | 17 | 18 | 19 | 20 | 21 | 22 |
| 23 | 24 | 25 | 26 | 27 | 28 | 29 |
| 30 |    |    |    |    |    |    |

| Пн | Вт | Ср | Чт | Пт | Сб | Вс |
|    | 1  | 2  | 3  | 4  | 5  | 6  |
| 7  | 8  | 9  | 10 | 11 | 12 | 13 |
| 14 | 15 | 16 | 17 | 18 | 19 | 20 |
| 21 | 22 | 23 | 24 | 25 | 26 | 27 |
| 28 | 29 | 30 | 31 |    |    |    |

## События

### Январь
- 7 января — Катастрофа C-46 на озере Бэр — крупнейшая в штате Айдахо (40 погибших).
- 13 января — в Советском Союзе начались аресты по «делу врачей».
- 15 января — режим «Свободных офицеров» в Египте начал аресты членов ассоциации «Братья-мусульмане» и марксистской организации ХАДЕТУ[1].
- 16 января — декретом главнокомандующего армией Египта Мохаммеда Нагиба запрещены все политические партии Египта[1].
- 18 января — в Египте издан Закон о защите мероприятий, проводимых главнокомандующим вооружёнными силами, который дал Мохаммеду Нагибу чрезвычайные полномочия на один год. В стране введена цензура, началась новая волна арестов, вновь открыты концлагеря для оппозиции[1].

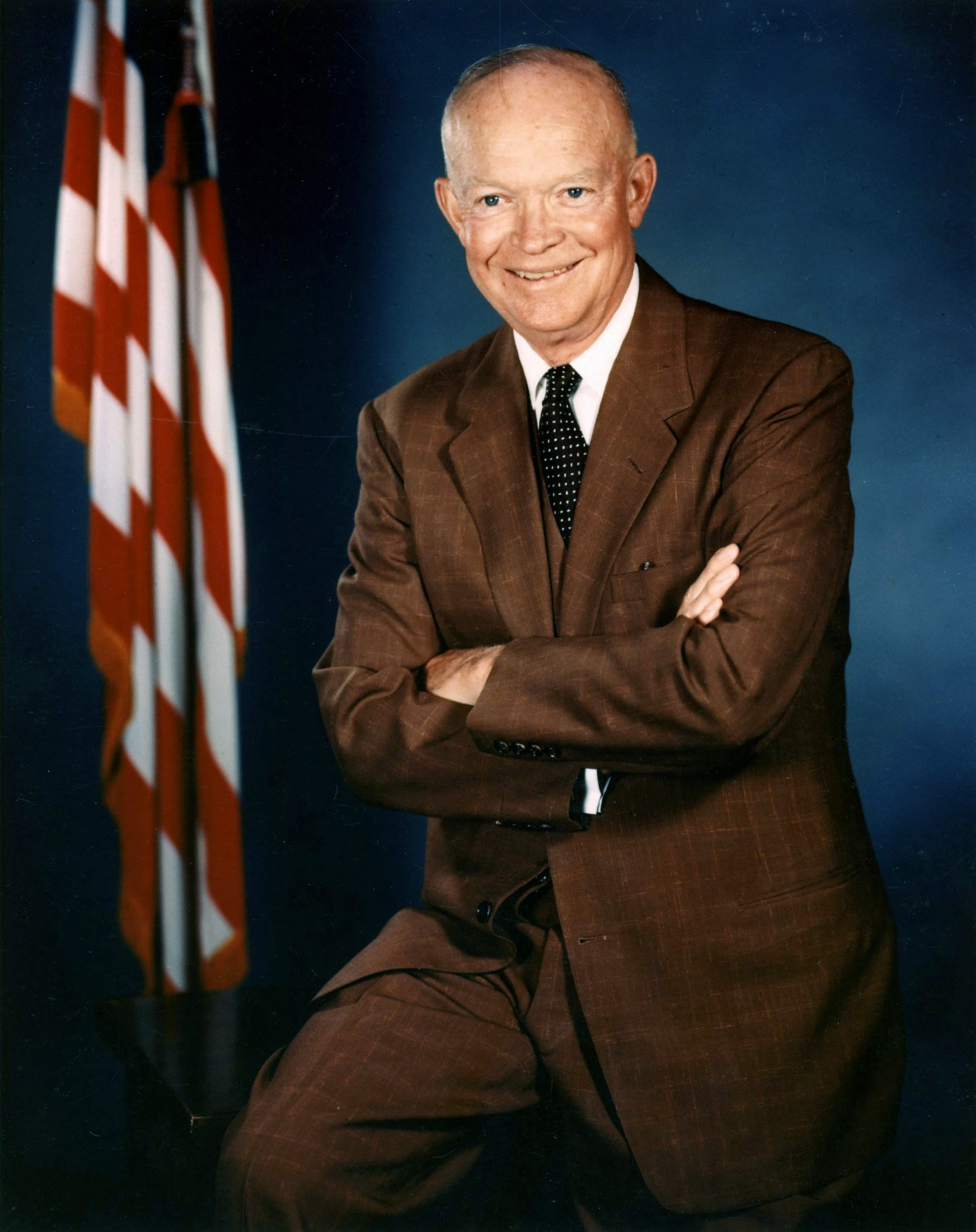
20 января: генерал Дуайт Эйзенхауэр — 34-й президент США

- 20 января — Дуайт Эйзенхауэр сменил Гарри Трумэна на посту президента США.
- 23 января
  - В Египте объявлено о решении Совета руководства революцией создать правительственную политическую организацию «Гейат ат-Тахрир» («Армия освобождения»), призванную заменить распущенные политические партии[2].

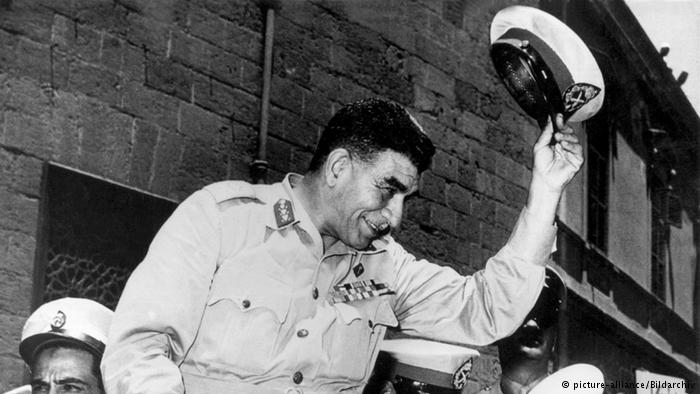
Главнокомандующий армией Египта Мохаммед Нагиб

  - Столкновение над Казанью.

### Февраль
- 2 февраля — пожар на уфимском нефтеперерабатывающем заводе, погибли 23 человека[3].
- 10 февраля — опубликована временная конституция Египта, которая закрепила на три года высшую власть за Советом руководства революцией и передала в его компетенцию вопросы высшего суверенитета[4].
- 11 февраля — Советский Союз разрывает дипломатические отношения с Израилем после взрыва бомбы в посольстве СССР в Тель-Авиве.
- 12 февраля — заключено англо-египетское соглашение об отмене кондоминиума в Судане[5].
- 14 февраля — Катастрофа DC-6 в Мексиканском заливе.
- 21 февраля — образована Бугульминская область ТАССР.
- 28 февраля — Фрэнсис Крик и Джеймс Уотсон сделали одно из главных открытий в истории биологии — установили строение Дезоксирибонуклеиновой кислоты.[источник не указан 2604 дня]-->

### Март
- 1 марта — начало вещания Радио Свобода.
- 5 марта 
  - Совместное пленарное заседание ЦК КПСС, Совета Министров и Президиума Верховного Совета СССР[6]. Новым Председателем Совета Министров СССР по предложению Л. П. Берия назначен Г. М. Маленков. Сокращены Президиум (с 25 до 11 членов и с 11 до 4 кандидатов в члены[7][8]) и Секретариат (с 10 до 6 секретарей ЦК КПСС[9][10]), прекратило существование Бюро Президиума ЦК КПСС — неуставной орган, созданный по личному предложению И. В. Сталина[11][12][13]. Принято решение об укрупнении министерств.
  - Умер Секретарь ЦК КПСС СССР Иосиф Виссарионович Сталин.
- 9 марта — в Москве прошли похороны И. В. Сталина.
- 14 марта — Пленум ЦК КПСС освободил от обязанностей секретарей ЦК Г. М. Маленкова (в связи с назначением Председателем Совета Министров СССР) и А. Б. Аристова. Пленум избрал Секретариат ЦК в составе: Н. С. Хрущёв, С. Д. Игнатьев, П. Н. Поспелов, М. А. Суслов, Н. Н. Шаталин[14][9].
- 15 марта
  - Четвёртая сессия Верховного Совета СССР третьего созыва утвердила Г. М. Маленкова новым Председателем Совета Министров СССР[15]. Утверждён новый состав Совета Министров СССР (при этом количество министерств сократилось с 51 до 25[16]), Председателем Президиума Верховного Совета СССР вместо Н. М. Шверника избран К. Е. Ворошилов[15].
  - Советские истребители атаковали самолёт «РБ-50» ВВС США, нарушивший границу СССР в районе Камчатки.
- 20 марта — близ Альварадо, Калифорния разбился самолёт Douglas C-54G-10-DO Skymaster компании Transocean Air Lines, погибли 35 человек.
- 21 марта — в СССР прекращено строительство более чем 20 крупнейших стратегических объектов: тоннель «материк — Сахалин» и др.
- 27 марта — в СССР объявлена амнистия, в ходе которой освобождены около миллиона заключённых, в основном, уголовников, «политических» заключённых амнистия практически не коснулась

### Апрель
- 1 апреля — в СССР все цены снижены в среднем на 10 %.
- 2 апреля — в Токио посол США Р. Мёрфи и министр иностранных дел Японии Кацуо Окадзаки подписали Договор о дружбе, торговле и мореплавании между Японией и США[17].
- 3 апреля — в СССР прекращено «Дело врачей».
- 13 апреля — в Лаосе силы Патет Лао совместно с вьетнамскими «народными добровольцами» взяли под контроль город Самныа[18].
- 15 апреля — в Буэнос-Айресе во время выступления президента Аргентины Хуана Перона перед президентским дворцом взорвана бомба. Убито 6, ранено 92 человека. Перон не пострадал.
- 19 апреля
  - Национальная конституционная ассамблея Венесуэлы избрала президентом страны генерала Маркоса Переса Хименеса, вошедшего в число диктаторов XX века[19].
  - В Лаосе силы Патет Лао совместно с вьетнамскими «народными добровольцами» взяли под контроль город Сиангкхуанг. В ходе лаосско-вьетнамского наступления, начавшегося в первых числах апреля, французская армия оставила провинцию Хуапхан, почти всю провинцию Сиангкхуанг и часть провинции Луангпхабанг, где установилась власть Патет Лао[18].
- 25 апреля — сформировано киевское высшее инженерное радиотехническое училище ПВО имени Маршала авиации А. И. Покрышкина.
- 30 апреля
  - После столкновения с птицами над Волгой в районе Казани совершил вынужденное приводнение самолёт Ил-12. При эвакуации погиб один пассажир.

### Май
- 2 мая — первая катастрофа реактивного самолёта в истории: близ Калькутты во время шторма разрушился в воздухе самолёт De Havilland DH-106 Comet 1 («Комета 1») авиакомпании BOAC, выполнявший рейс BA783 из Сингапура в Лондон, погибли 43 человека.
- 3 мая — в Германии вышла в эфир радиостанция Немецкая волна.
- 6 мая
  - Генерал де Голль предоставил депутатам своей партии Объединение французского народа свободу действий после сокрушительного провала на муниципальных выборах[20].
  - В Египте объявлено о предстоящем введении республиканского правления.
- 14 мая — Египет ввёл продовольственную блокаду британских войск в зоне Суэцкого канала.
- 16 мая — в городе Кано в Британской Нигерии начались массовые столкновения между народностями хауса и йоруба. Колониальная полиция смогла подавить волнения только через 4 дня[21].
- 23 мая — в Аддис-Абебе подписано военное соглашение между Эфиопией и США, предусматривавшее американские военные поставки и американскую помощь в обучении эфиопской армии[22].
- 27 мая — Столкновение двух Ли-2 над Кемеровом.
- 29 мая — первое восхождение на Эверест шерпа Тенцинга Норгея и новозеландца Э. Хиллари.

### Июнь
- 2 июня — Церемония коронации Елизаветы II в Вестминстерском аббатстве.
- 7 июня — парламентские выборы в Италии[23].
- 14 июня — катастрофа самолёта Ил-12 рейса Москва — Тбилиси под Зугдиди (Грузия) из-за попадания молнии. Погибли 18 человек, в том числе актриса Нато Вачнадзе.
- 13 июня — военный переворот в Колумбии, где разрастается партизанское движение. Гражданское правительство консерватора Лауреано Гомеса Кастро свергнуто, к власти приходит командующий вооружёнными силами генерал Густаво Рохас Пинилья (до 10 мая 1957 года)[24].
- 17 июня — массовые протесты рабочих в ГДР.
- 18 июня
  - Египет провозглашён республикой. Президентом и премьер-министром стал генерал Мохаммед Нагиб[5][25].
  - Первая авиакатастрофа с более чем 100 погибшими: в Татикаве (Япония) после отказа двигателя разбился самолёт Douglas C-124A-DL Globemaster II ВВС США. Погибли 129 человек.
- 26 июня — в Москве арестован Министр внутренних дел СССР, первый заместитель главы правительства СССР, член Президиума ЦК КПСС Л. П. Берия
- 28 июня — двухдневный пленум Венгерской партии трудящихся упразднил пост Генерального секретаря партии и снял Матьяша Ракоши с поста главы правительства. Сформирован новый состав Политбюро и Секретариата, Матьяш Ракоши стал Первым секретарём ЦК ВПТ[26]

### Июль
- 2—7 июля — в Москве прошёл Пленум ЦК КПСС, посвящённый «делу Л. П. Берии»[27][28]. Берия, арестованный 26 июня, исключён из рядов КПСС[29]. Информационное сообщение о пленуме опубликовано в газетах 10 июля[30].
- 3 июля
  - Правительство Франции официально заявило о своей готовности предоставить независимость Камбодже, Лаосу и Вьетнаму[31].
  - Австриец Герман Буль первым покорил Нангапарбат.
- 4 июля — в Венгрии сформировано правительство Имре Надя (до 18 апреля 1955 года)[26]. Надь заявляет о намерении вернуть землю и недвижимость прежним хозяевам и разрешить свободную аренду земельных наделов[32].
- 6 июля — восстановление дипломатических отношений между СССР и Израилем.
- 17 июля
  - Во Франции начались консультации представителей лаосского правительства с королём Сисаванг Вонгом по вопросу предоставления независимости Лаосу[33].
  - Катастрофа R4Q в Милтоне — самая массовая гибель американских морских пехотинцев в авиакатастрофе (39 человек).
- 26 июля
  - Фидель Кастро начал борьбу за освобождение Кубы штурмом казармы Монкада в Сантьяго де Куба. Штурм провалился, 61 революционер погиб, 51, включая Ф. Кастро, арестованы. Считается днём начала Кубинской революции.
  - В Венгрии правительство Имре Надя издаёт указ об амнистии. Ликвидирована система интернирования, запрещено выселение граждан из городов за социальное происхождение[34].
- 27 июля
  - Подписанием соглашения о перемирии завершилась Корейская война.
  - Четыре истребителя «F-86» ВВС США сбили в районе города Хуадянь (КНР) советский военно-транспортный самолёт «Ил-12», совершавший регулярный рейс в Порт-Артур.
- 29 июля — два советских истребителя «МиГ-17» сбили над Японским морем южнее острова Аскольд под Владивостоком самолёт-разведчик ВВС США «RВ-50», нарушивший воздушное пространство СССР. 15 членов экипажа погибли, спустя 10 часов после падения 16-го подобрал эсминец ВМС США «Picking»[35].

### Август
- 2 августа — Открылась Киевская детская железная дорога.
- 5—8 августа — в Москве состоялась пятая сессия Верховного Совета СССР третьего созыва[36]. В речи на сессии 8 августа Председатель Совета Министров СССР Г. М. Маленков предложил новый экономический курс, в рамках которого впервые за годы советской истории предусматривалось приоритетное развитие лёгкой и пищевой промышленности, производства товаров народного потребления; были вдвое сокращены военные программы, а высвободившиеся деньги были направлены на компенсацию потерь бюджета от снижения цен на продукты и товары народного потребления[37].
- 8 августа — власти Индии сместили с поста и арестовали главу правительства Кашмира шейха Абдуллу, обвинённого в нелояльности[38].
- 12 августа — в СССР произведено испытание первой советской водородной бомбы мощностью 400 килотонн.
- 13 августа — во Франции открыли крупневшую в Европе (а на тот момент в мире) карстовую полость Ла-Верна.
- 16 августа — в Дели открылись четырёхдневные переговоры между Индией и Пакистаном об урегулировании отношений[38].
- 23 августа — в Венгрии правительство Имре Надя по примеру СССР понизило налоги с крестьянства[26].
- 27 августа — Испания заключила конкордат с Ватиканом[39].
- 29 августа — в Пномпене подписано франко-камбоджийские соглашение по которому французская администрация передала королевским властям Камбоджи контроль над полицией и судопроизводством[31].
- Полет самолета-разведчика Canberra PR9 над полигоном «Капустин Яр»

### Сентябрь
- 3—7 сентября — в Москве прошёл пленум ЦК КПСС по сельскому хозяйству. Пленум подверг критике аграрную политику Сталина и принял постановление «О мерах дальнейшего развития сельского хозяйства СССР». Сельскохозяйственный налог уменьшался в 2,5 раза, увеличивались размеры приусадебных участков колхозников, расширялись возможности для развития колхозного рынка[40][41].
- 6 сентября — Парламентские выборы в ФРГ, победа ХДС/ХСС
- 7 сентября — на пленуме ЦК КПСС по предложению Г. М. Маленкова Первым секретарём ЦК избран Н. С. Хрущёв (п[41].
- 18 сентября — в результате ночного пожара в здании детских яслей в г. Зуевка Кировской области погибли 15 детей.
- 21 сентября — Совет Министров СССР и ЦК КПСС приняли постановления «О мерах по дальнейшему развитию животноводства в стране и снижении норм обязательных поставок продуктов животноводства государству хозяйствами колхозников, рабочих и служащих», «О мерах по дальнейшему улучшению работы машинно-тракторных станций», «О мерах увеличения производства и заготовок картофеля и овощей в колхозах и совхозах в 1953—1955 гг.»[42].
- 26 сентября — в Мадриде заключены соглашения между США и Испанией, предусматривавшие создание в Испании военно-морских, военно-воздушных и ракетно-ядерных баз США, американские военные поставки для испанской армии и совместные военные расходы[43].

### Октябрь
- 1 октября — в Египте начал работу Революционный трибунал, созданный для суда над деятелями королевского режима[44].
- 5 октября — реорганизация правительства Египта. Усиление позиций подполковника Гамаля Абдель Насера, ставшего заместителем премьер-министра[45].
- 10 октября — Совет Министров СССР и ЦК КПСС приняли постановление «О расширении производства промышленных товаров широкого потребления и улучшении их качества»[42].
- 12 октября — Совет министров СССР и ЦК КПСС приняли постановления «О расширении производства продовольственных товаров и улучшении их качества», «О мерах дальнейшего развития советской торговли»[42].
- 15 октября — в Париже начались переговоры о предоставлении Францией независимости Лаосу[33].
- 16 октября — речь Фиделя Кастро «История меня оправдает» на судебном процессе в Сантьяго-де-Куба.
- 17 октября — подписано франко-камбоджийское соглашение по которому Франция передала королю Камбоджи Сиануку верховное командование на территории Камбоджи[31].
- 22 октября — в Париже президент Франции Венсан Ориоль и король Лаоса Сисаванг Вонг подписали Договор о дружбе и сотрудничестве между Французской Республикой и Королевством Лаос, по которому Франция признала Лаос независимым и суверенным государством[33].
- 27 октября — Катастрофа Ил-12 под Магаданом.

### Ноябрь
- 4 ноября — Катастрофа Ил-12 в Магдагачах.
- 9 ноября — в Пномпене состоялась торжественная церемония прекращения деятельности в Камбодже французской администрации и вывода французских войск. Этот день объявлен национальным праздником — Днём независимости Камбоджи[46].
- 20 ноября — Совет Министров СССР принял решение о строительстве первого в мире атомного ледокола.
- 28—30 ноября — в Ереване состоялся пленум ЦК компартии Армении. Г. А. Арутинов освобождён от обязанностей первого секретаря ЦК. Первым секретарём ЦК КПА избран С. А. Товмасян.

### Декабрь
- 2 декабря — подписано первое торговое соглашение между СССР и Индией[38].
- 3 декабря — из нескольких районов Хабаровского края образована отдельная Магаданская область[47]. Административным центром области стал город Магадан. Чукотский автономный округ также вошёл в состав области.
- 9 декабря — опубликовано постановление ЦК КПСС, Совета Министров СССР и Президиума Верховного Совета СССР «О 300-летии воссоединения Украины с Россией»[42].
- 14 декабря — в селе Черемшан (Татарская ССР) в результате пожара в школе погибли 15 школьников и 1 учитель[48].
- 18 декабря — в США началось цветное телевизионное вещание в системе NTSC.
- 22 декабря — Роберт Оппенгеймер отстранён от работы в атомном проекте США по обвинению в связях с коммунистами[49].
- 23 декабря
  - В СССР завершён процесс по «делу Л. П. Берия», расстрелянного в тот же день.
  - Заявление Советского правительства с предложением к США взять на себя взаимное «торжественное и безоговорочное обязательство не применять атомного, водородного и другого оружия массового уничтожения».

### Без точных дат
- Учреждена Премия Хьюго.

## Персоны года
Человек года по версии журнала Time — Конрад Аденауэр, федеральный канцлер ФРГ.

## Родились
См. также: Категория:Родившиеся в 1953 году

### Январь
- 24 января — Юрий Башмет, российский артист и дирижёр.
- 29 января — Пол Фаско, американский актёр и герой Альф.

### Февраль
- 13 февраля — Владимир Антоник, российский и советский актёр.
- 14 февраля — Сергей Миронов, российский политик, лидер партии Справедливая Россия.
- 18 февраля — Аркадий Укупник, российский композитор, поп-певец, продюсер группы «Кар-мэн», заслуженный артист России (2004).
- 19 февраля
  - Кристина Киршнер, президент Аргентины.
  - Кайя Кылар, певица. Известна по ансамблю Верасы
- 22 февраля — Михаил Казовский, российский и советский писатель.
- 23 февраля — Георгий Полтавченко, российский политик, губернатор Санкт-Петербурга.
- 25 февраля — Хосе Мария Аснар, премьер-министр Испании с 1996 по 2004 год.

### Март
- 3 марта — Зико, бразильский футболист и футбольный тренер.
- 12 марта — Ирина Понаровская, советская и российская джазовая и эстрадная певица, актриса кино.
- 16 марта — Ричард Столлман, идеолог GNU.

### Апрель
- 1 апреля — Татьяна Кудрявцева, советская и российская актриса театра и кино.
- 8 апреля — Елена Степаненко, советская и российская артистка разговорного жанра, актриса, заслуженная артистка России 1995.
- 10 апреля — Дэвид Лэнгфорд, английский писатель-фантаст, критик и редактор фэнзина «Ansible».
- 18 апреля — Роберто Сальседо Гавилан, доминиканский политик, актёр и телевизионный продюсер.
- 23 апреля — Сергей Мигицко, советский и российский актёр.
- 27 апреля — Анна Каменкова, советская и российская актриса.
- 29 апреля — Николай Бударин, лётчик-космонавт РФ.

### Май
- 2 мая — Валерий Гергиев, российский дирижёр.
- 3 мая — Юрий Гаврилов, советский и российский футболист.
- 6 мая
  - Тони Блэр, 73-й премьер-министр Великобритании.
  - Александр Акимов, начальник ночной смены ЧАЭС, работавшей в ночь аварии.

- 16 мая — Пирс Броснан, ирландский актёр и продюсер, один из исполнителей роли Джеймса Бонда.
- 17 мая — Касым-Жомарт Токаев, казахстанский государственный и политический деятель, президент Казахстана.
- 29 мая
  - Александр Абдулов, советский и российский актёр театра и кино, народный артист РСФСР (ум. 2008).
  - Дэнни Эльфман, американский композитор, автор саундтреков к мультфильму «Симпсоны», «Труп невесты», фильмам «Эдвард Руки-ножницы», «Чарли и шоколадная фабрика» и другим.

### Июнь
- 14 июня — Александра Кужель, заместитель председателя партии «Трудовая Украина».
- 15 июня — Славо Муслин, сербский, французский тренер.
- 21 июня — Беназир Бхутто, пакистанский политик, премьер-министр Исламской республики Пакистан в 1988–1990 и 1993–1996 годах (ум. в 2007).

### Июль
- 9 июля — Лора Квинт, певица, автор музыки, мюзикла и телефильмов.
- 10 июля
  - Татьяна Веденеева, советская и российская телеведущая, и актриса.
  - Леонид Буряк, советский и украинский футболист, тренер.
- 15 июля — Жан-Бертран Аристид, президент Гаити в 1991, 1994—1996 и 2001—2004 годах.
- 23 июля — Патти Скелфа, американская певица, автор песен и гитаристка. Наиболее известна как член группы «E Street Band».

### Август
- 20 августа — Владимир Вишневский, российский поэт.
- 23 августа — Артурас Паулаускас, литовский политический деятель.

### Сентябрь
- 2 сентября — Елена Проклова, советская и российская актриса театра и кино, заслуженная артистка РСФСР.
- 9 сентября — Левон Акопян, армянско-российский музыковед.
- 15 сентября — Александр Мясников, советский и российский медик, учёный, ведущий медицинских программ на телевидении.
- 29 сентября — Ирина Грибулина, советский и российский композитор, поэтесса, певица, заслуженная артистка РФ.

### Октябрь
- 3 октября — Елена Коренева, советская и российская актриса.
- 10 октября — Элизабетта Вивиани, итальянская певица, телеведущая и актриса.
- 20 октября — Владимир Гомельский, российский телекомментатор, журналист, писатель.
- 31 октября — Александр Новиков, советский и российский автор-исполнитель песен в жанре русский шансон.

### Ноябрь
- 14 ноября — Игорь Бобрин, советский фигурист, выступающий в мужском одиночном катании
- 15 ноября — Игорь Ливанов, советский и российский актёр театра и кино, народный артист России
- 27 ноября — Борис Гребенщиков, российский рок-музыкант и поэт.
- 29 ноября — Владо Креслин, словенский певец.

### Декабрь
- 8 декабря — Ким Бейсингер, американская актриса, фотомодель и певица.
- 9 декабря — Джон Малкович, американский актёр, продюсер и режиссёр
- 11 декабря — Андрей Макаревич, российский рок-музыкант, певец, поэт, композитор, писатель, художник, продюсер, телеведущий.
- 23 декабря — Мария Романова, самозванная глава Российского Императорского Дома.
- 26 декабря — Тоомас Хендрик Ильвес, президент Эстонии в 2006–2016 годах.
- 31 декабря — Джеймс Ремар, американский актёр театра и кино.

## Скончались
См. также: Категория:Умершие в 1953 году
Список умерших в 1953 году
- 1 января — Максим Алексеевич Пуркаев, советский военачальник, полководец Великой Отечественной войны, генерал армии (род. в 1894).
- 11 января — Ной Николаевич Жордания, грузинский социал-демократ, политический деятель Российской империи, глава правительства Грузинской Демократической Республики (род. в 1869).
- 28 января — Джеймс Генри Скаллин, премьер-министр Австралии в 1929–1932 годах (род. в 1876).
- 13 февраля — Лев Захарович Мехлис, советский государственный и военно-политический деятель, генерал-полковник (род. в 1889).
- 20 февраля — Видунас (Вилюс Стороста), литовский драматург, публицист, философ  (род. в 1868).
- 1 марта — Александр Алексеевич Остужев, российский и советский актёр, народный артист СССР, лауреат Сталинской премии l степени (род. в 1874).
- 5 марта
  - Иосиф Сталин (Джугашвили), председатель Совета Министров СССР, секретарь ЦК КПСС (род. в 1878).
  - Сергей Сергеевич Прокофьев, русско-украинский и советский композитор] (род. в 1891).
- 13 марта — Йохан Лайдонер (в Российской империи носил имя Иван Яковлевич Лайдонер), военный и государственный деятель Эстонии, главнокомандующий эстонской армией в 1918–1925 и 1934–1940 годах (род. в 1884).
- 14 марта — Клемент Готвальд, лидер Коммунистической партии Чехословакии (род. в 1896).
- 19 марта — Аркадий Дмитриевич Швецов, советский конструктор авиационных двигателей, генерал-лейтенант инженерно-авиационной службы, Герой Социалистического Труда, лауреат четырёх Сталинских премий (род. в 1892).
- 4 апреля — Кароль II, король Румынии в 1930–1940 годах (род. в 1893).
- 15 апреля — Густав Хюгель, австрийский фигурист, выступавший в одиночном катании; трёхкратный чемпион мира (1897, 1899 и 1900 годы), чемпион Европы 1901 года (род. в 1871).
- 16 апреля — Рачия Акопович Ачарян, армянский лингвист (род. в 1876).
- 1 мая — Александр Сергеевич Кочетков, русский советский поэт, переводчик (род. в 1900).
- 14 мая — Тамара Григорьевна Абакелия, советский скульптор и график, заслуженный деятель искусств Грузии (род. в 1905).
- 16 мая — Джанго Рейнхардт французский музыкант-джазмен (род. в 1910).
- 25 июля — Виктор Николаевич Беляев, советский авиаконструктор (род. в 1886).
- 30 июня — Всеволод Илларионович Пудовкин, советский кинорежиссёр, актёр, сценарист, педагог, теоретик кино, народный артист СССР, лауреат трёх Сталинских премий (род. в 1893).
- 19 июля — Тимофей Тимофеевич Хрюкин, советский военачальник, лётчик, генерал-полковник авиации, дважды Герой Советского Союза (род. в 1910).
- 31 июля — Николай Дмитриевич Зелинский, российский и советский химик-органик, создатель научной школы, Герой Социалистического Труда, лауреат трёх Сталинских премий, академик АН СССР (род. в 1861).
- 12 августа — Евгений Оскарович Патон, советский учёный-механик и инженер в области сварки, Герой Социалистического Труда, лауреат Сталинской премии, академик АН СССР (род. в 1870).
- 7 сентября — Нобуюки Абэ, премьер-министр Японии в 1939 и 1939–1940 годах (род. в 1875).
- 12 сентября — Хуго Шмайссер, немецкий конструктор стрелкового оружия (род. в 1884).
- 6 октября — Вера Игнатьевна Мухина, русский советский скульптор, автор монумента «Рабочий и колхозница» (род. в 1889).
- 30 октября — Имре Кальман, венгерский композитор, автор популярных оперетт (род. в 1882).
- 8 ноября
  - Иван Алексеевич Бунин, русский писатель, лауреат Нобелевской премии по литературе 1933 года (род. в 1870).
  - Зоя Николаевна Рождественская, советская певица (род. в 1906).
- 9 ноября — Абдул-Азиз ибн Абдуррахман Аль Сауд, первый король Саудовской Аравии в 1932–1953, умер в должности (род. в 1877).
- 8 декабря — Мария Фёдоровна Андреева, русская актриса (род. в 1868).
- 23 декабря — Лаврентий Павлович Берия, советский партийный и государственный деятель (род. в 1899).
- 27 декабря — Юлиан Тувим, польский поэт, прозаик и переводчик (род. в 1894).

## Нобелевские премии
- Физика — Фриц Цернике — «За обоснование фазово-контрастного метода, особенно за изобретение фазово-контрастного микроскопа».
- Химия — Герман Штаудингер — «За исследования в области химии высокомолекулярных веществ».
- Медицина и физиология — Ханс Кребс — «За открытие цикла трикарбоновых кислот (цикл Кребса)», Фриц Липман — «За открытие кофермента А и его значения для промежуточных стадий метаболизма».
- Литература — Сэр Уинстон Леонард Спенсер Черчилль — «За высокое мастерство произведений исторического и биографического характера, а также за блестящее ораторское искусство, с помощью которого отстаивались высшие человеческие ценности».
- Премия мира — Джордж Кэтлетт Маршалл — «За программу по послевоенному восстановлению экономики Европы» (план Маршалла).